# Knoten Wels
Het Knoten Wels is een snelwegknooppunt in de Oostenrijkse deelstaat Opper-Oostenrijk. Op dit knooppunt in het noorden van de stad Wels sluit de A25 aan op de A8.

## Bouwvorm
Het knooppunt is een half-sterknooppunt.